# Cerritos, Santiago Ixcuintla
Cerritos är en ort i Mexiko.   Den ligger i kommunen Santiago Ixcuintla och delstaten Nayarit, i den centrala delen av landet, 700 km väster om huvudstaden Mexico City. Cerritos ligger 16 meter över havet och antalet invånare är 634.
Terrängen runt Cerritos är mycket platt. Runt Cerritos är det ganska glesbefolkat, med 45 invånare per kvadratkilometer. Närmaste större samhälle är Villa Hidalgo, 6,1 km sydost om Cerritos. Trakten runt Cerritos består till största delen av jordbruksmark.